# 二色旗
二色旗（にしょくき）とは、二色で構成された旗のこと。フランス語ではDrapeau de deux couleurs、イタリア語ではBandiera bicolore、英語ではTwo-color flag と呼ばれる。
二色旗は主に国旗や州旗などを始めとする行政区画の旗などに用いられており、世界的に著名なものとしては日本の国旗が知られている。最も古い二色旗には、デンマークの国旗やスコットランドの国旗、オーストリアの国旗が挙げられる。
変形として「二色旗の中央に紋章を入れているもの」の他「単一色の生地に単一色の図柄・紋章を描き入れたもの」を二色旗とするものもある。

## 二色旗の例

### 生地に単一色の意匠を描いたもの
- アフガニスタンの国旗 - 白・黒
- アルバニアの国旗 - 赤・黒
- カザフスタンの国旗 - 水色・黄
- 北マケドニアの国旗 - 赤・黄
- キルギスの国旗 - 赤・黄
- サウジアラビアの国旗 - 緑・白
- スイスの国旗 - 赤・白
- ソマリアの国旗 - 青・白
- 中華人民共和国の国旗 - 赤・黄
- チュニジアの国旗 - 赤・白
- トルコの国旗 - 赤・白
- 日本の国旗 - 白・赤
- パラオの国旗 - 水色・黄
- バングラデシュの国旗 - 緑・赤
- ベトナムの国旗 - 赤・黄
- ミクロネシア連邦の国旗 - 青・白
- モロッコの国旗 - 赤・緑

### 横2分割
紋章学ではパーティ・パー・フェスと呼ぶ。
- インドネシアの国旗 - 赤・白
- ウクライナの国旗 - 青・黄色
- シンガポールの国旗 - 赤・白
- ポーランドの国旗 - 白・赤
- モナコの国旗 - 赤・白 - 赤・白

### 縦2分割
紋章学ではパーティ・パー・ペイルと呼ぶ。
- バーレーンの国旗（この型の変形）
- カタールの国旗（この型の変形）

### 北欧の国旗
- スウェーデンの国旗 - 青・黄色
- デンマークの国旗 - 赤・白
- フィンランドの国旗 - 青・白

### 二色の内の一つを線として中央に配置したもの

#### 横
紋章学ではフェスと呼ぶ。
- オーストリアの国旗
- ホンジュラスの国旗
- ラトビアの国旗

#### 縦
紋章学ではペイルと呼ぶ。
- カナダの国旗
- ナイジェリアの国旗
- ペルーの国旗

### その他の国旗
- イスラエルの国旗 - 白・青
- ギリシャの国旗 - 青・白
- ジョージアの国旗 - 白・赤
- トンガの国旗 - 赤・白
- パキスタンの国旗 - 白・緑

### その他
- 統一旗（朝鮮半島旗）
- アナルコサンディカリスムの旗
- ボニー・ブルー・フラッグ -  元は1810年に短期間存在した「西フロリダ共和国」の国旗だが、アメリカ南北戦争開戦時の南部連合で非公式の旗印として用いられた
- 緑星旗 - エスペラントの象徴旗

## 二色旗に紋章を入れているもの

アルゼンチンの国旗
エルサルバドルの国旗
ニカラグアの国旗
サンマリノの国旗
ハイチの国旗
リヒテンシュタインの国旗
バチカンの国旗
ポルトガルの国旗
マルタの国旗
グアテマラの国旗
スペインの国旗
モンテネグロの国旗